# 清华大学国际关系研究院
清华大学国际关系研究院，原名清华大学当代国际关系研究院，是清华大学的跨学科非实体科研机构，挂靠清华大学国际关系学系，成立于2010年11月17日，2015年与清华大学国际问题研究所合并后改为现名，院长为阎学通，中华人民共和国原国务院委员唐家璇出任名誉院长。

## 学术研究方法
定量分析、科学方法、国际安全

## 研究方向
经济外交、公共外交和国际政治经济

## 学术期刊
- 《The Chinese Journal of International Politics》（CJIP，牛津大学出版社）
- 《国际政治科学》（清华大学出版社，ISSN2096-1545，CN10-1393/D）